# Lipovec pri Škofji Vasi
Lipovec pri Škofji Vasi (pronuncia  [ˈliːpɔʋəts pɾi ˈʃkoːfji ˈʋaːsi]) è un insediamento (naselje) di 35 abitanti, della municipalità di Celje nella regione della Savinjska in Slovenia.
L'area faceva tradizionalmente parte della regione storica della Stiria, ora invece è inglobata nella regione della Savinjska.

## Nome
Il nome dell'insediamento è stato cambiato da Lipovec a Lipovec pri Škofji Vasi nel 1955.